# Машкотелуш
Машкотелуш (порт. Mascotelos)  —  район (фрегезия) в Португалии,  входит в округ Брага. Является составной частью муниципалитета  Гимарайнш. Находится в составе крупной городской агломерации Большое Минью. По старому административному делению входил в провинцию Минью. Входит в экономико-статистический  субрегион Аве, который входит в Северный регион. Население составляет 1328 человек на 2001 год. Занимает площадь 1,31 км².
Покровителем района считается Сан-Висенте (порт. São Vicente). 